# Andrzej Czamara
Andrzej Czamara (ur. 1964) – polski fizjoterapeuta, specjalizujący się w  rehabilitacji po obrażeniach i w chorobach ruchu oraz w traumatologii sportowej, nauczyciel akademicki związany z Akademią Wychowania Fizycznego we Wrocławiu; założyciel w 1999 roku i pierwszy kanclerz, a następnie od 2010 roku rektor Wyższej Szkoły Fizjoterapii we Wrocławiu.

## Życiorys
Ponadto w 1980 roku uzyskał dyplom ukończenia Państwowej Szkoły Muzycznej I stopnia. Po pomyślnie zdanym egzaminie maturalnym podjął studia na Akademii Wychowania Fizycznego we Wrocławiu, które ukończył w 1987 roku magisterium z zakresu rehabilitacji ruchowej.
Bezpośrednio po ukończeniu studiów na wrocławskiej akademii otrzymał propozycję zatrudnienia na niej jako asystent w Katedrze Fizjologii, Biochemii i Medycyny Sportowej, w związku z czym przeszedł roczny kurs pedagogiczny w Studium Doskonalenia Pedagogicznego przy AWF we Wrocławiu. Z uczelnią tą związany był do 1994 roku. W międzyczasie do 1989 roku pracował w Przychodni Stare Miasto, gdzie zajmował się fizjoterapią pacjentów po udarach mózgu oraz przez rok związany był z Przechodnią WKS Śląsk (1987).
W 1990 roku założył Prywatne Medyczne Studium Fizjoterapii we Wrocławiu, którego był kierownikiem w latach 1992- 2007 roku. Ponadto od 1997 roku pracuje w Centrum Rehabilitacji i Edukacji Medycznej, którego jest założycielem. Zajmuje się głównie fizjoterapią w obrażeniach i chorobach narządu ruchu i w medycynie sportowej dla: Śląska Wrocław (sekcja koszykówki w latach 2000–2007), Ślęzy Wrocław (sekcja koszykówki żeńskiej od 1999 do 2003 roku), sekcji judo Śląska Wrocław oraz Gwardii Wrocław. Od 2009 roku jest rehabilitantem dla WKS Śląsk Wrocław w ramach rozgrywek ekstraklasy piłki nożnej.
W 1999 roku założył we Wrocławiu przy ulicy Kościuszki 4 Wyższą Szkołę Fizjoterapii, której został pierwszym kanclerzem. Jednocześnie jest wykładowcą na tej uczelni. W 2006 roku uzyskał na Wydziale Fizjoterapii Akademii Wychowania Fizycznego w Warszawie stopień naukowy doktora nauk o kulturze fizycznej, na podstawie pracy pt. Ocena postępowania fizjoterapeutycznego po rekonstrukcji endoskopowej więzadła krzyżowego przedniego stawu kolanowego, której promotorem był dr hab. Tadeusz Trzaska. W 2009 roku uzyskał tytuł specjalisty w dziedzinie fizjoterapii, a rok później wybrano go na rektora założonej przez siebie szkoły wyższej.
W 2012 roku Rada Wydziału Wychowania Fizycznego, Sportu i Rehabilitacji Akademii Wychowania Fizycznego im. Eugeniusza Piaseckiego w Poznaniu nadała mu na podstawie jego dorobku naukowego oraz po pomyślnie zdanym kolokwium habilitacyjnym stopień naukowy doktora habilitowanego nauk o kulturze fizycznej o specjalności: rehabilitacja, fizjoterapia na podstawie rozprawy nt. Wieloetapowa rehabilitacja pacjentów po rekonstrukcji więzadła krzyżowego przedniego stawu kolanowego (ACLR): diagnostyka, monitorowanie, koncepcja schematu usprawniania. Wraz z nowym tytułem otrzymał stanowisko profesora nadzwyczajnego na swojej uczelni. W roku 2020 na podstawie postanowienia Prezydenta RP nadano mu tytuł profesora belwederskiego nauk medycznych i nauk o zdrowiu.
Jego dorobek naukowy liczy ponad 80 publikacji. Był członkiem rady naukowej czasopisma naukowego „Chirurgia Kolana Artroskopia Traumatologia Sportowa”.
Wielokrotnie był przewodniczącym komitetów organizacyjnych i członkiem komitetów naukowych zjazdów i kongresów naukowych krajowych i międzynarodowych. Jest aktywnym członkiem Polskiego Towarzystwa Medycyny Sportowej. W latach 2015–2019 był członkiem Zarządu Głównego Polskiego Towarzystwa Fizjoterapii. Od 2015 jest członkiem Wojewódzkiej Rady do Spraw Polityki Zdrowotnej dla Województwa Dolnośląskiego. Od 2017 jest członkiem Komisji Kształcenia Dyplomowego w Krajowej Izbie Fizjoterapeutów. W 2009 roku został konsultantem województwa dolnośląskiego w dziedzinie fizjoterapii. Trzykrotnie był odznaczany medalami i odznaczeniami resortowymi.